# 빅토르 파이줄린

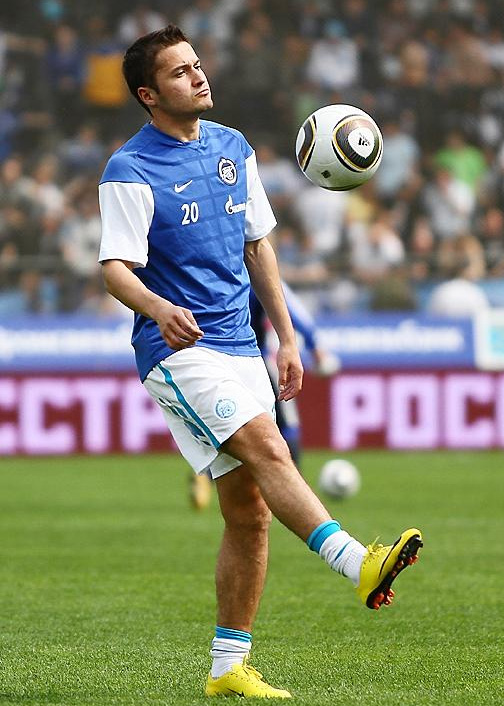
2010년 5월 2일 사투른 원정 경기전, 몸을 풀고 있는 파이줄린

빅토르 이고레비치 파이줄린(러시아어: Виктор Игоревич Файзулин, 1986년 4월 22일, 러시아 SFSR 나홋카 ~ )는 러시아의 전 축구 선수다. 포지션은 미드필더이다.
그의 고향인 나홋카에 있는 CYSS를 졸업한 후에, 오케안 나홋카에서 축구 생활을 시작하였다. 그 이후에 SKA 하바롭스크와 스파르타크 날치크에서도 뛰었다. 2007년 12월, 그는 제니트와 2010년 12월까지 계약을 맺었다. 2012년 2월에 그는 2016년까지 그의 계약을 연장하였다.

## 국가대표팀 경력
그는 2012년 8월 15일에 열린 코트디부아르와의 친선경기에서 러시아 축구 국가대표팀 데뷔전을 치렀다. 그는 그의 데뷔골을 그 다음 경기인, 2012년 9월 7일에 열린 북아일랜드와의 2014년 FIFA 월드컵 지역 예선전에서 득점하였다. 그는 다시 한번, 2012년 9월 11일에 열린 이스라엘과의 2014년 월드컵 지역 예선전에서 득점하였다. 또한 그는 2014년 브라질 월드컵에 출전하였다.

### 국가대표팀 득점
| 골 | 날짜             | 장소                                 | 상대       | 점수 | 결과 | 대회                         |
| -- | ---------------- | ------------------------------------ | ---------- | ---- | ---- | ---------------------------- |
| 1. | 2012년 9월 12일  | 러시아 모스크바, 로코모티프 스타디움 | 북아일랜드 | 1–0  | 2–0  | 2014년 FIFA 월드컵 지역 예선 |
| 2. | 2012년 9월 11일  | 이스라엘 라마트간, 라마트간 경기장   | 이스라엘   | 4–0  | 4–0  | 2014년 FIFA 월드컵 지역 예선 |
| 3. | 2013년 3월 25일  | 잉글랜드 런던, 스탬퍼드 브리지       | 브라질     | 1–0  | 1–1  | 친선경기                     |
| 4. | 2013년 10월 11일 | 룩셈부르크 , 스타드 요지 바르텔      | 룩셈부르크 | 2–0  | 4–0  | 2014년 FIFA 월드컵 지역 예선 |

## 수상 경력
제니트
- UEFA컵: 2008
- 러시아 프리미어 리그: 2010, 2011–12
- 러시아 컵: 2010